# Lahaul

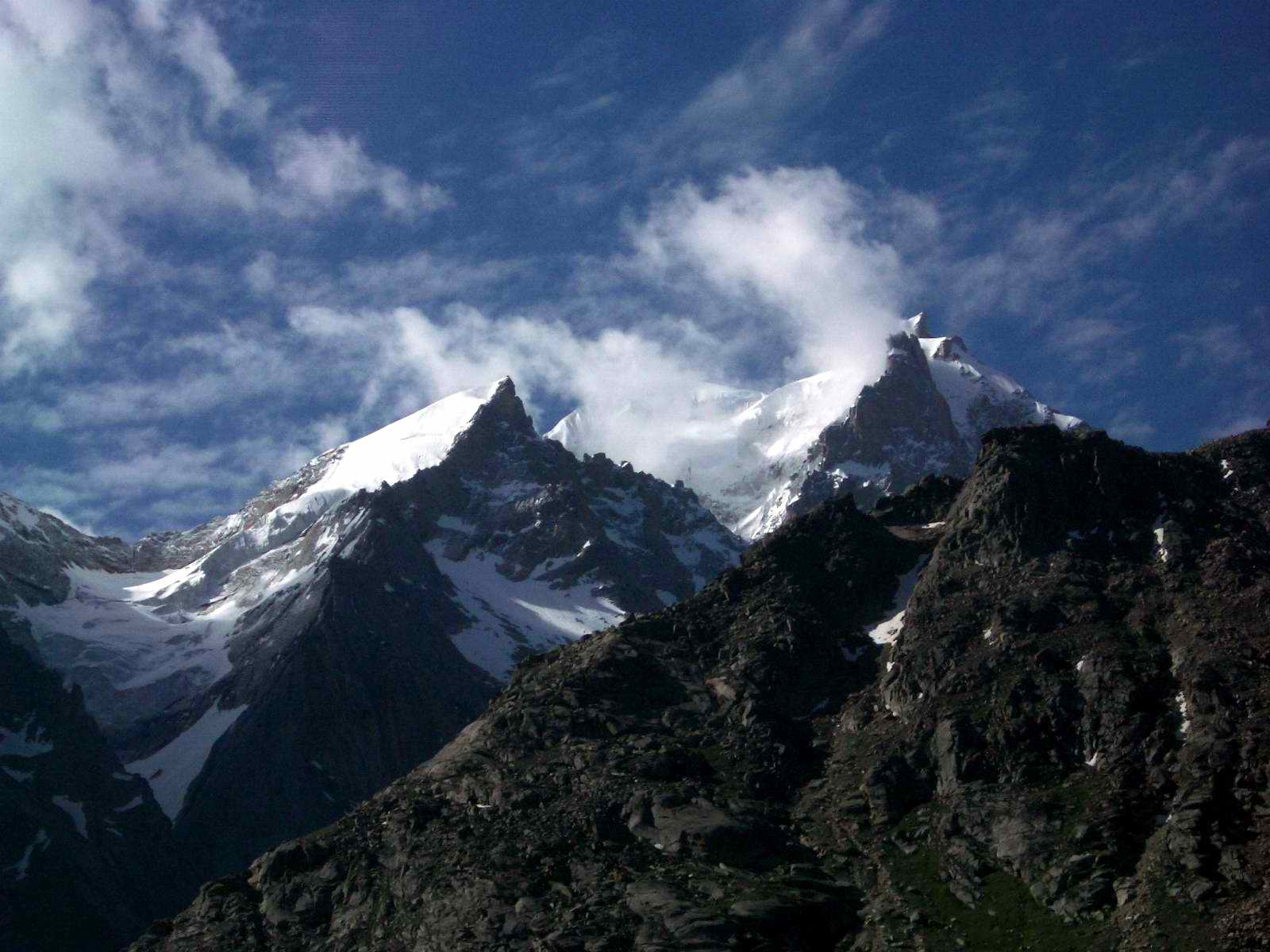
Bergtoppen boven Lahaul

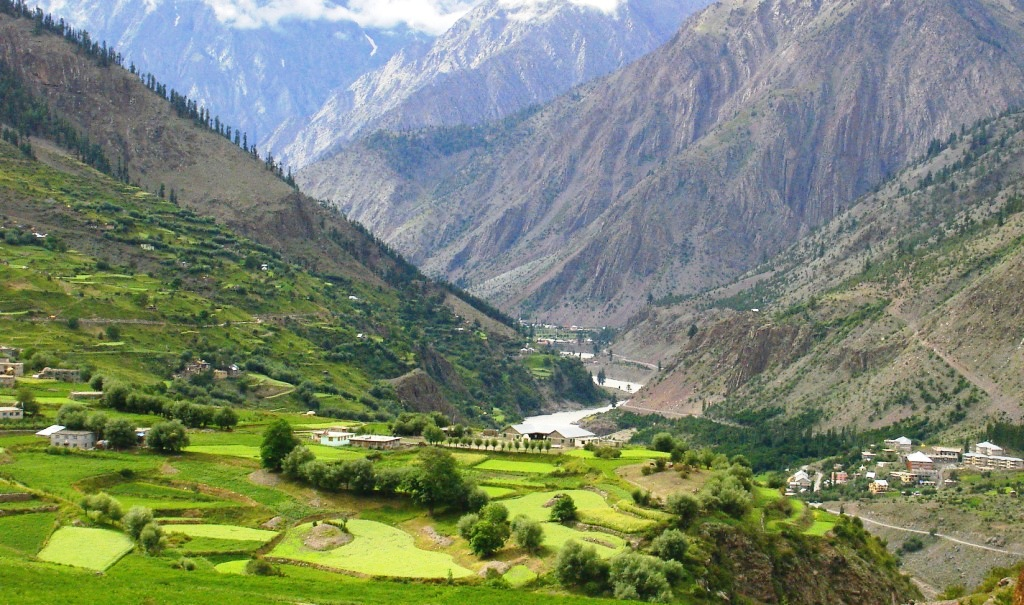
Terrasbebouwing in de buurt van Darcha.

Lahaul of Lahul is een streek in de Indiase Himalaya. Het valt onder het district Lahul and Spiti in de deelstaat Himachal Pradesh.

## Geografie
Lahaul bestaat uit twee hoofddalen, het dal van de Chandra met de plaatsen Gondla, Gramphu en Batal en het dal van de Bhaga met de plaatsen Keylong, Khardong en Darcha. Bij Tandi komen de twee dalen bij elkaar, vanaf daar loopt de rivier de Chennab verder naar het westen naar Udaipur en Killar. Het dal wordt verder stroomafwaarts Pattanvallei en nog verder Pangivallei genoemd.
Lahaul wordt van andere dalen afgesloten door hoge bergketens. In het zuiden wordt het begrensd door de Pir Panjal, in het noorden door de Grote Himalaya. Via de Rohtangpas (3978 m) over de Pir Panjal wordt Lahaul verbonden met de Kulluvallei in het zuiden, via de Kunzum La (4551 m) met de Spitivallei in het oosten en via de Baralacha La (4883 m) over de Grote Himalayaketen in het noorden met de onbewoonde Sarchuvallei. De weg over deze laatste pas loopt verder naar Leh in Ladakh. Men is bezig (2006) een weg aan te leggen langs de Chennabkloof in het westen, zodat Lahaul over Killar met Kasjmir wordt verbonden. De bouw van een tunnel onder de Rohtangpas zou in 2012 klaar moeten komen, wat de regio helemaal uit zijn winterisolement zal halen. Tot nu toe wordt de regio in de winter per helikopter bevoorraad.

## Klimaat en natuur
Net als andere dalen in de Himalaya, heeft Lahaul zeer koude winters. Er kan veel sneeuw vallen, in tegenstelling tot de noordelijkere dalen waar het klimaat droger is. 's Zomers kan het er aangenaam weer zijn met temperaturen boven de 20°C. In de lagere delen van de dalen groeit naaldwoud, terwijl hoger slechts gras groeit.
In de regio leven bijvoorbeeld bruine beren en Himalayathargeiten. Nog zeldzamer is het sneeuwluipaard. Deze dieren worden door stropen bedreigd.

## Geschiedenis
De eerste bewoners van het gebied moeten Khampanomaden zijn geweest. Deze mengden met Arische stammen. Voor de opkomst van het boeddhisme en het Hindoeïsme hingen de bewoners een religie die lung pe chhoi genoemd wordt aan. Deze leek op het Tibetaanse Böngeloof en omvatte mensenoffers. In de 9e en 10e eeuw viel Lahaul onder het Tibet van de Yarlungdynastie. Lahaul was daarna onderdeel van het West-Tibetaanse Gugekoninkrijk. Later viel het onder Ladakh. Zowel in de cultuur, religie als taal van de bevolking kan daarom een duidelijke Tibetaanse invloed worden herkend.
In 1672 werd het veroverd door de koning van Kullu, en daarna wisselde het een aantal keer van heerser, tot het in 1846 onder de administratie van de Britse Oost-Indische Compagnie kwam te staan. De Britten stelden een wazir (vizier) aan die het bestuur op zich nam. Van 1947 tot 1960 was Lahaul een eigen district in het nu onafhankelijke India, daarna werd het samengevoegd met Spiti.

## Bevolking
Ongeveer de helft van de Lahuli's is Hindoe, de andere helft is boeddhist, meestal van de Drugpa kagyü-stroming. De twee religies bestaan zonder problemen naast elkaar en in sommige tempels zijn zowel beelden van Hindoegoden als boeddhistische bodhisattva's te vinden. In andere tempelsworden zowel de boeddhistische als de hindoeïstische manifestatie van een god vereerd, zoals de tempel in Trilokinath, die aan Shiva of Avalokiteshvara is gewijd. 
De taal van de Lahuli's is een dialect van het Bhoti, dat verwant is aan het Ladakhi en het Tibetaans. Familiebanden zijn belangrijk. De familie wordt geleid door een yunda, de oudste man en de yundamo, de oudste vrouw. In het verleden was polyandrie niet ongebruikelijk. De oudste zoon erft alle bezittingen van de vader en de oudste dochter alle bezittingen van de moeder. Vaak gaan jongere kinderen daarom het klooster in.
De belangrijkste bron van inkomsten is de landbouw. Huizen worden in de Tibetaanse stijl gebouwd.

## Toerisme
De meeste toeristen bezoeken Lahaul onderweg tussen Manali en Leh, of onderweg naar Spiti. In Lahaul zijn een aantal gompa's te bezoeken, zoals in Khardong (Khardong Gompa) en de Shashur Gompa. Verder zijn er vele mogelijkheden tot bergwandelen.